# Пушкино (Ромодановский район)
Пушкино — село в Ромодановском районе Республики Мордовия. Центр Пушкинского сельского поселения.

## География
Расположено на реке Инсар, в 10 км от районного центра и 5 км от железнодорожной станции Атьма.

## Этимология
Название-антропоним: 1678-1684гг селом владел боярин Матвей Степанович Пушкин, один из предков поэта А. С. Пушкина. Земельные угодья были пожалованы ему царём Михаилом Фёдоровичем за службу в соединённом ополчении князя Д. Трубецкого и Д. Пожарского в годы польско-шведской интервенции.

## История
- Село Пушкино было известно с 1684г. Первоначально сельцо Бобровское (позднее село Бобровка) Воскресенское тож, Руднинского стана Саранского уезда. Вероятно, в этом месте находилось несколько изб, в которых жили казаки или служивые люди прибывшие в 1638 г. на строительство Атемарской засечной черты.
- РГАДА копия с выписки 1684год с писцовых, переписных, межевых и отказных книг на поместье и вотчину боярина Матвея Степановича Пушкина, с Бобровку, Воскресенское тож (позже Пушкино). Купил село дьяк Макар Артемьевич Полянский, сын саранского подьячего Артемия Емельяновича Полянского.
- Выпись излагает историю землевладения в данной местности с 108 года. P.S.(правильно 7108 год по старому летоисчислению, по новому 1599 год). Село с землей было продано помещикам Полянским.  Информация содержится в выписи из песцовых, переписных, межевых и отказных книг на поместье и вотчину боярина Матвея Степановича Пушкина в 1684г Ф.1276 Полянские. История землевладения начинается с 1599г (7108г по старому) В выписи указано, что согласно атемарским писцовым и межевым книгам межевание Семен Вильяминова и подьячий Анисим Ильин 7108г. Первоначально на месте этого села были усадища и примежованные к ним пахотные земли и сенные покосы, состоявшие в поместном владении Ивана Ильина сына Ананьева, Елистрата Андреева сын Смолкова и Антона Иванова сына Внукова. Далее история переходов от этих поместий от одного владельца к другому пока к 1681г  оказалось во владении окольничего боярина Матвея Степановича Пушкина. Данное владение впервые упоминается в выписи как населенный пункт с названием и жителями в 1678(7187)г. в выдержке из саранских переписных книг воеводы Павла Петровича Языкова и подьячего Фомы Протопопов, а именно как «сельцо Бобровское, а Воскресенское тож»
- А по переписным книгам 186 года (1677г) в вышеописанном селе написано за Окольничим Матвеем Степановичем Пушкиным крестьян восемнадцать дворов.
- А в 1710 году за Генералом адъютантом Иваном Макаровым сыном Полянским двор помещиков. А в нем дворовых людей мужеска полу шесть, женска десять, итого шестнадцать человек. Да крестьянских шестнадцать дворов, в них людей мужеска полу сорок пять, женска сорок четыре, итого восемьдесят девять человек. И против переписи 1710 года прибыло дворовых людей мужеска полу пять, женска три, а обоих полов восемь человек. Да убыло крестьянских восемь дворов.
- 1716-1717гг В селе Воскресенском, Бобровское тож, Генерала адъютанта Ивана Макарова сына Полянского … итого в том селе Пушкине за ним Генералом адъютантом Иваном Макаровым сыном Полянским двор помещиков, а в нем дворовых людей мужеска полу одиннадцать, женска тринадцать. А обоих полов двадцать четыре человека. Да крестьянских восемь дворов, в них людей мужеска полу тридцать пять, женска тридцать два, а обоих полов шестьдесят семь человек. В том числе мужатых десять семей, вдовцов пять, вдов двенадцать, холостых три, девка одна. А в помещикове дворе мужатых четыре семьи, вдов четыре.   Село передавалось по наследию потомкам рода Полянских вплоть до отмены крепостного права.  В архивных материалах личного фонда семьи дворян Полянских указано, что в селе был конный завод, мельница и кирпичный завод. Из этого кирпича и был построен никольский храм в этом селе.  Возможно, что первые жители села Пушкино были перемещались из поместья Болдино, Нижегородская губерния или из села Виноградово, под Москвой, где было главное поместье Пушкиных.
- В 1869г «Списке населённых мест Пензенской губернии» Пушкино — село владельческое из 260 дворов (1 783 чел.) Саранского уезда.
- В метрических книгах 1809г владелец села помещик Александр Полянский, и другие. В 1824г указана помещица Елизавета Иоановна Полянская.
- В ревизских сказках 1834 г. село называлось Воскресенское Пушкино. В начале 18 века крестьянами в селе владели несколько помещиков. В том числе и пензенские дворяне Полянские: Тайный советник Александр Иванович, Тайный советник Александр Александрович после его смерти владелицей была Тайная Советница Елизавета Ивановна Полянская.
- В 1913 г. в Пушкине имелись земская школа, водяная и ветряная мельницы, кузница, несколько полукустарных мастерских. Рядом с селом действовал винокуренный завод, принадлежавший княжне Гагариной. В марте 1920 г. на объединённом собрании крестьянских представителей Ладской, Пушкинской, Резоватовской и Оброченской волостей под руководством В. З. Есина был организован кооператив для строительства ГЭС; его члены внесли более трети необходимых средств. Ладская электростанция была сдана в эксплуатацию в 1925 г. и работала бесперебойно 30 лет. В 1930 г. в Пушкине был создан колхоз «13 лет РККА», позднее к нему присоединились хозяйства соседних сёл (комбайнеры и трактористы МТС были участниками Всесоюзной сельскохозяйственной выставки 1939—1940 гг.), с 1950 г. — укрупнённый колхоз им. Жданова, с 1959 г. — А. С. Пушкина, с 2003 г. — СХПК.

В современном селе — средняя школа, Дом культуры, детсад, фельдшерско-акушерский пункт; памятник воинам, погибшим в годы Великой Отечественной войны.

## Церковь
В селе до 1800 годов, была деревянная Никольская церковь. Вероятно эта церковь была построена около 1684г, когда владельцем стал боярин М.С. Пушкин. В 1802 году, вместо сгоревшей деревянной церкви был возведен новый каменный Храм Воскресения Христова с тёплым приделом во имя святого князя Александра Невского.
Храм начали восстанавливать в 2012г, в том числе и на пожертвования народа. Осенью 2022г на церковь были водворены купола и кресты.
В разные годы в церкви служили:
1. 1720г - В селе Воскресенском Бобровка тож, Генерала адъютанта Ивана Макарова сына Полянского, у церкви поп Степан Кузмин.
2. 1809г — священник Андрей Сергеев
3. 1824г — иерей Егор Петров
4. 1850г — священник Василий Утехин, диакон Иван Смирнов, диакон Григорий Иванов, диакон Иван Лавров, дьячок Григорий Демидов, пономарь Сергей Померанцев.
5. 1880г — священник Петр Тассов, диакон Миллетов.
6. 1888г — священник Стефан Смирнов, диакон Магнитов, псаломщик Дилигенский.
7. 1895г-1918г — священник Павел Филаретов, диакон Иоанн Юшков, псаломщик Венценосцев, диакон Леонид Мельцанский, псаломщик Михаил Зыков, диакон Николай Любимов.

По состоянию на 1907 год приход, помимо села включал деревню Ефимовку и насчитывал 2593 прихожан (1246 мужчин и 1347 женщин).
Церковь была почти полностью разрушена в середине 1930-х годов. В наши дни церковь восстанавливается на пожертвования граждан.

## Население
| 2002 | 2010 |
| ---- | ---- |
| 472  | ↗505 |

Национальный состав
Согласно результатам переписи 2002 года, в национальной структуре населения русские составляли 83 % из 472 человек..

## Известные уроженцы
Уроженцы села Пушкина — священнослужитель И. С. Померанцев, бывший директор Республиканской библиотеки им. А. С. Пушкина В. В. Холопова, заслуженные работники сельского хозяйства Мордовии В. В. Вадяева, Г. В. Куресева, Б. И. Пятаев, П. А. Тюрин, Е. В. Чалов, заслуженные учителя МАССР Е. А. Бурлакова, О. И. Бурова.